# امبریوکس-ان-دامبس
امبریوکس-ان-دامبس (به فرانسوی: Ambérieux-en-Dombes) یک کمون در فرانسه است که در Canton of Saint-Trivier-sur-Moignans واقع شده‌است.

## خصوصیات
امبریوکس-ان-دامبس ۱۵٫۹۲ کیلومترمربع مساحت و ۱٬۶۱۶ نفر جمعیت دارد و ۳۰۰ متر بالاتر از سطح دریا واقع شده‌است.

## نگارخانه

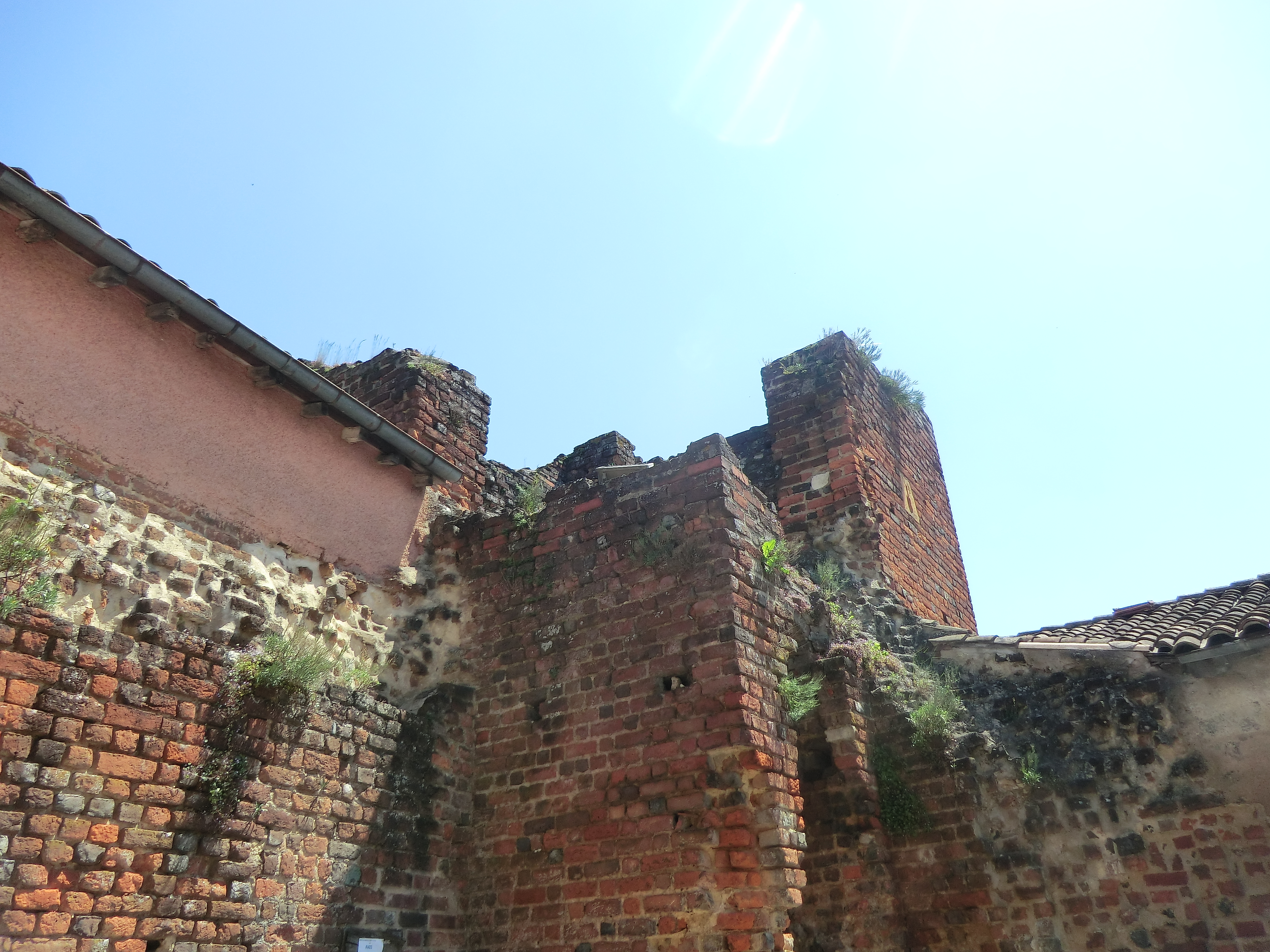
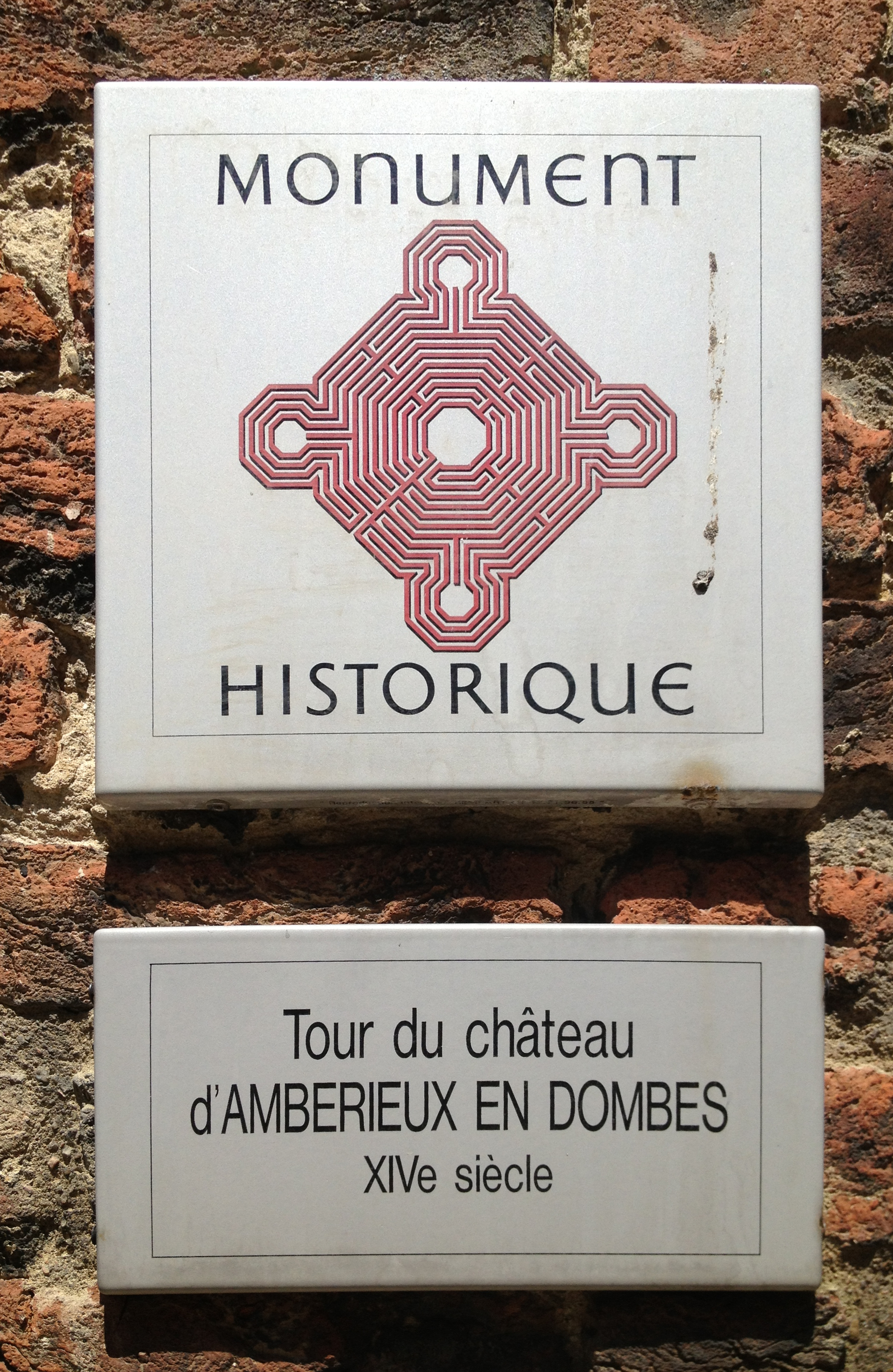